# 이마이 미키
이마이 미키(今井美樹, 1963년 4월 14일 ~)는 일본의 가수, 배우이다. 1999년 호테이 토모야스와 결혼했다. 2006년에는 NHK 홍백가합전에 처음 출장해 자신 최대 히트곡인 〈PRIDE〉를 불렀다.

## 출연

### 드라마
- 빛나고 싶어 (1984년)
- 거리의 출발 (1984년)
- 하루다 하루키치 뭐든지 합니다 (1985년)
- 하프 포테이토인 우리들 (1985년)
- 첫 봄 바람이 불 때까지 (1986년) 주연
- 여자의 나라 앨리스 (1986년) 주연
- 마음은 외롭고 기분은? (1986년)
- 사랑할 시간 (1986년)
- 레이코의 발 (1987년)
- 어하안이야기 (1987년)
- 의외로 싱글 걸 (1988년) 주연
- 함진호 (1989년)
- 추억으로 바뀔 때까지 (1990년) 주연
- 내일이 있으니까 (1991년) 주연
- 더 두근두근 (1992년) 주연
- 리츠코, 그 사랑, 그 죽음 (1992년) 주연
- 소생하는 금랑 (1999년) 특별출연
- 브랜드 (2000년) 주연
- 따뜻한 접시 (2001년) 주연
- 겨울의 벚꽃 (2011년)

### 영화
- 이누시누니 세시모노 (1986년)
- 아라카르트 컨퍼니 (1987년)
- 추억은 방울방울 (1991년, 오카시마 타에코 역)
- 브레이브 스토리 (2006년)
- 코끼리의 등 (2007년)

## 음반

### 싱글
- 황혼의 모놀로그 (1986년)
- 야성의 바람 (1987년)
- 조용하게 온 고독 (1988년)
- 그녀와 TIP ON DUO (1988년)
- Boogie-Woogie Lonesome High-Heel (1989년)
- 눈동자가 미소짓기 때문에 (1989년)
- PIECE OF MY WISH (1991년)
- Blue Moon Mlue (1992년)
- Bluebird (1993년)
- Miss You (1994년)
- Ruby (1995년)
- PRIDE (1996년)
- DRIVE에 데려가주오 (1997년)
- 나는 당신의 하늘이 되고 싶어/흰색 왈츠 (1997년)
- flowers (1998년)
- 얼음과 같이 미소지어/SMILING GIRLS (1999년)
- SLEEP MY DEAR (1999년)
- Goodbye Yesterday (2000년)
- 달밤의 연인들 (2000년)
- 파도 소리 (2001년)
- 미소짓는 사람 (2002년)
- 진짜 기분 (2003년)
- 추억에 바친다 (2004년)
- 사랑의 시 (2005년)
- 연하의 선원 (2006년)
- 기원 (2007년)
- 발자국 (디지털 릴리스) (2008년)
- 보물 (2009년)
- 한 조각 (2009년)

### 앨범
- femme (1986년)
- elfin (1987년)
- Bewith (1988년)
- fiesta (특별 기획 앨범) (1988년)
- MOCHA (1989년)
- Ivory (1989년)
- retour (1990년)
- Lluvia (1991년)
- flow into space (1992년)
- Ivory II (1993년)
- flow into space LIVE '93 (1993년)
- A PLACE IN THE SUN (1994년)
- A PLACE IN THE SUN LIVE (1995년)
- Love Of My Life (1995년)
- Thank You (1996년)
- PRIDE (1997년)
- Moment PRIDE-LIVE (1998년)
- IMAI MIKI from1986 (1998년)
- 미래 (1998년)
- Blooming Ivory (2000년)
- 태양과 Hemingway (2000년)
- Imai Miki Tour 2000 In Club hemingway (2001년)
- AQUA (2001년)
- Goodbye Yesterday-the best of MIKI IMAI- (2002년)
- Pearl (2002년)
- One Night at the Chapel (2002년)
- ESCAPE (2003년)
- Ivory III (2004년)
- She is (2004년)
- DREAM TOUR FINAL AT BUDOKAN 2004 (2005년)
- 20051211IVORY (2006년)
- Milestone (2006년)
- I Love a Piano (2008년)
- corridor (2009년)